# Rémering-lès-Puttelange
Rémering-lès-Puttelange település Franciaországban, Moselle megyében. Lakosainak száma 1034 fő (2022. január 1.). Rémering-lès-Puttelange Grundviller, Hilsprich, Holving, Puttelange-aux-Lacs, Richeling és Saint-Jean-Rohrbach községekkel határos.

## Népesség
A település népessége az elmúlt években az alábbi módon változott:
| Lakosok száma | 727  | 821  | 852  | 1030 | 1159 | 1147 | 1087 | 1049 | 1040 | 1034 |
|               | 1968 | 1982 | 1990 | 2006 | 2013 | 2015 | 2017 | 2019 | 2020 | 2022 |